# ゲンリセア属
ゲンリセア属 Genlisea は、タヌキモ科に所属する植物で、食虫植物である。地下に逆Y字の管状の捕虫器を伸ばす。捕虫方法はY字型の管に螺旋の構造を持つもので、食虫植物では本属のみの独特のものである。

## 概説
ゲンリセア属はタヌキモ属の陸生種（ミミカキグサなど）にやや似た姿の植物で、根はなく、茎は地中にあって地表にはさじ形などの葉を出し、花は立ち上がって伸びる花茎に着ける。ただし、地下茎はほとんどの種では横に這わず、ごく短い。地下に伸びるのは葉の変形による捕虫器であり、これは先端が逆Y字に分岐した管であり、その側面に開く隙間から微小な動物が入ると、内部の構造に誘導されて管を上に進んでいくしかなくなり、合流点より上にある膨大部に取り込まれ、ここで消化吸収を受ける。
タヌキモ属の陸生種と同様な環境に生育し、その分布は熱帯アメリカとアフリカ（マダガスカルを含む）に限られる。長らく日本には導入されなかったが、近年持ち込まれ、栽培されることがある。

## 特徴
小型の草本。茎は地中にあって、水平にごく短く伸びる。ただし１種、G. repens のみは茎が横に匍匐茎のように伸びて、平らに広がる。地上に出る葉は、さじ形から線形で、これは光合成に与る。上記の1種を除くと、それ以外のものでは葉はロゼット状に密集して生じる。地下に向けては細長い葉緑素を欠く構造が伸びるが、これも葉であり、捕虫器になっている。真の根はなく、この点ではタヌキモ属と共通する。
花序はタヌキモ属と同じような総状を成す。花は唇花形で、下唇の奥に距がある。花冠は多くのものが黄色か紫から藤色で、少数だがクリーム色や白のものがある。花は唇花形で、下唇には距があり、これは下唇より長いものも短いものもある。花序の大部分は密毛に覆われる。無毛、またはほぼ無毛の種もあるが、大部分の種では毛で覆われており、それは単純な毛である場合、先端が腺になっているもの、更にその腺が有柄である場合などがあり、その素性や分布は種を区別する上で重要な特徴となっている。

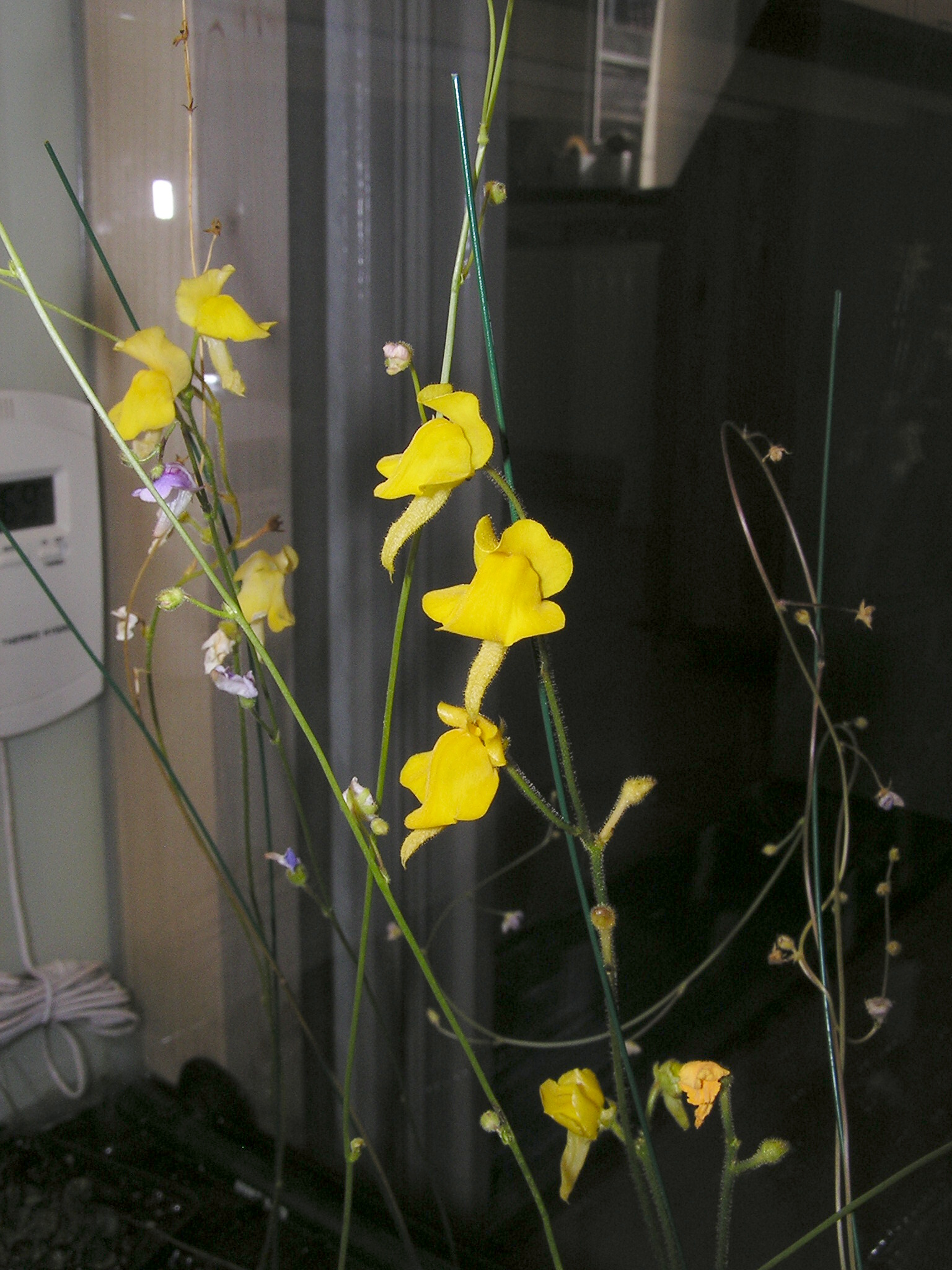
花茎と花序 G. aurea
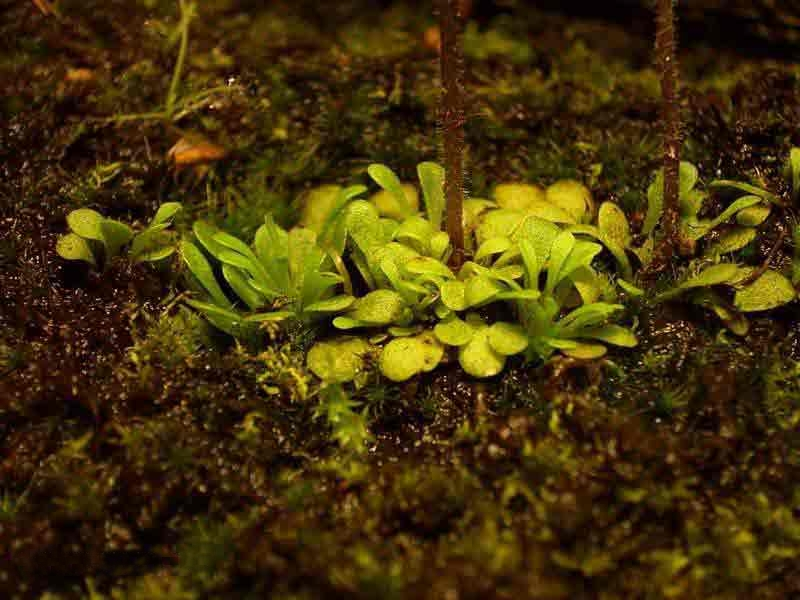
地上葉と花茎の基部 G. violacea
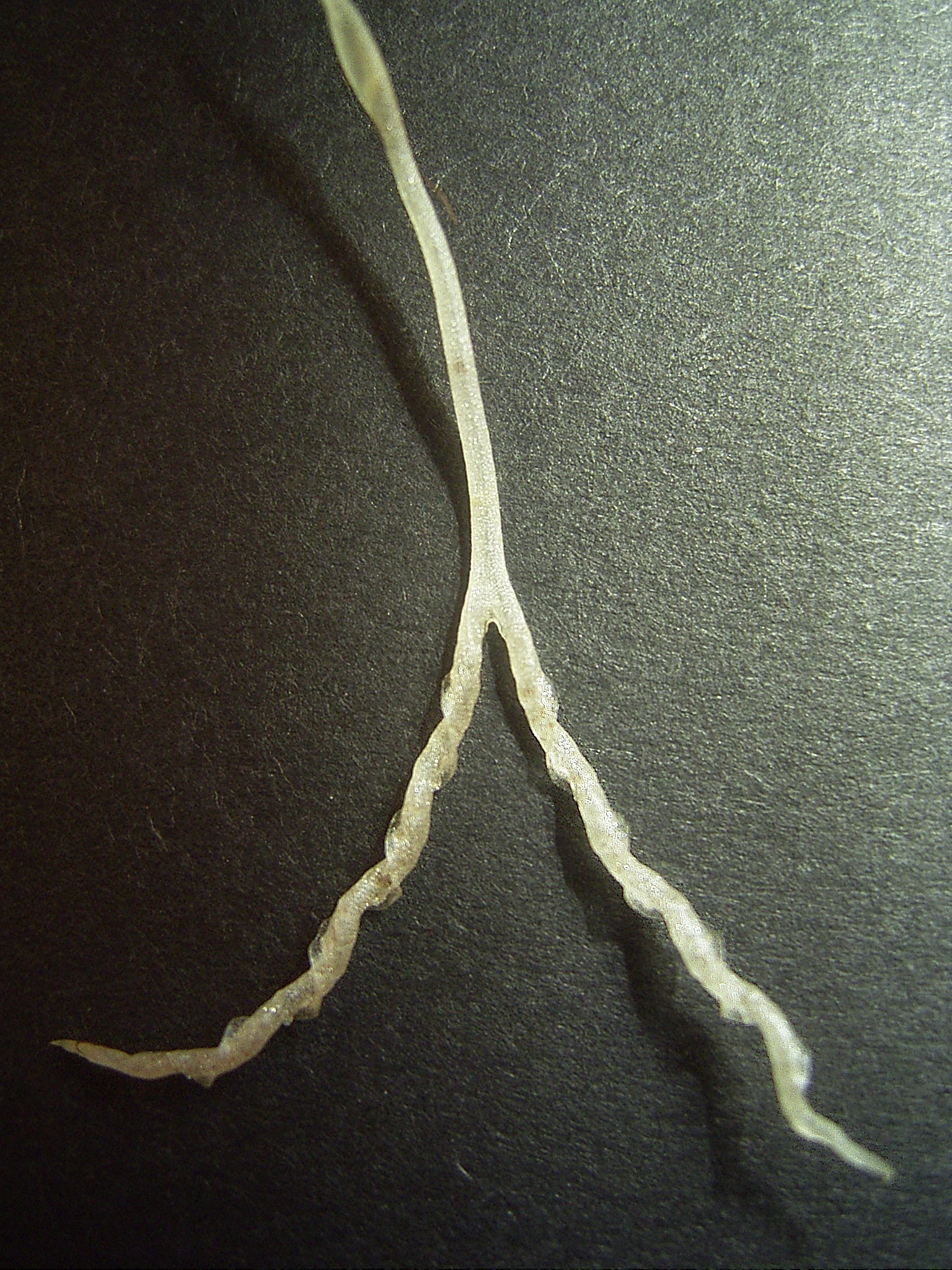
同・捕虫器の写真像

## 捕虫の方法について
本属の捕虫方法は迷路罠式などと言われ、また英語ではeel trap（ウナギ籠）、あるいはLobster-pot（エビ取り籠）と呼ばれる（いずれも戻り籠のタイプ）。これは食虫植物では他に例を見ないものである。上述のように本属の捕虫器は管状で下向きに伸びて先端が逆Ｙの字に分枝している。これが水中、あるいは湿った土中に伸びる。この両腕は螺旋状に捩れ、その側面には狭い割れ目が口を開く。またこの螺旋状の筒を接続するのが竹の節状の細胞である。入り口近くの内壁には剛毛が内向きに生えており、侵入した小動物が出にくくなっている。そのために小動物は次第に内部に向かって追い込まれる。柄の中央部は膨大してこれが食虫器となる。内壁はクチクラに覆われ、そこに腺が多数あり、消化吸収に与る。消化酵素としてはエステラーゼ、酸性フォスファターゼ、プロテアーゼなどが知られている。
捕獲された小動物はおそらくは嚢内の酸素欠乏によって死亡し、その後に酵素によって分解され、吸収される。
近藤・近藤(2006)はG. filiformisに関しての記述で、これを『”コルク栓抜き”様螺旋階段状』と言っている。

### 獲物や藻類
食虫器の中から見つかっているのは多様な土壌性の微小動物であり、以下のようなものが含まれる。
- 甲殻類・土壌性のダニ・線虫・原生動物

更に、植物園で栽培されたものについてその捕虫器内に捕らわれた生物を調べた結果では単細胞生物で細菌類・繊毛虫・鞭毛虫・藻類、多細胞動物では線虫・ワムシ・環形動物・クマムシ、それに節足動物の甲殻類とダニ類が発見された。特にワムシと線虫が多く、時に捕虫嚢の中がいっぱいになるような動物が入っていた。
これらの獲物が何らかの誘因作用によって自ら捕虫器に入るのか、それとも偶然に迷い込むだけであるのかについては、いくつかの説があるが、判断は付いていない。例えば土壌中は酸素が不足の環境にあり、その中で捕虫器内が相対的に酸素の多い状態にすることで微小動物を誘引しているとする説があり、これに対しては、本属のものが通常の土壌より遙かに水気の多い場に生育し、そこでは土壌中の水の移動もより盛んだと見られることから、そもそも酸素不足の環境ではないとの異論が出ている。
微小藻類については、Plachno & Wolowski(2008)はG. pygmaeaとG. repensの捕虫器から藍藻類や珪藻、黄金色藻類など多くの群に跨って27の分類群の藻類を発見した。それらは捕虫器の周囲の環境にも存在するものであり、運動性のものは自ら泳いで入り込んだものもあり、また甲殻類やダニに持ち込まれたものもあると思われる。元来食虫植物は肥料分が少ない環境でそれを得るために動物を捕獲し、分解するものであり、捕虫器の内部は肥料分が多い。このような藻類はそれを求め、食虫植物とは競争関係にある可能性が示唆されているが、詳しい研究は未だに行われていない。

### 経過
本属が食虫植物であろうとの判断は、比較的早くに成立した。元々その地下葉の構造が高等動物の消化管を想像させるものであり、「蠕動しない点が違うくらい」と記した研究者さえあった由。1874年に最初にその構造を報告したWarmingは、膨大部に土塊のようなものが含まれているのを認め、これを動物の残渣ではないかと考え、この時点で食虫植物である可能性を暗に示唆していると取れる。ダーウィンも彼の食虫植物に関する著書で本属を取り上げている。ただし、食虫植物であることが確定したのは20世紀に入ってからで、消化酵素が分泌されていることは1975年に、放射性同位体を用いて、餌動物の栄養分が植物体に取り込まれていることが確かめられたのは1998年である。

### 余談
上記のように、本属のものの多くは花序に粘毛を一面に有する。田辺(2010)は現地でこの部分に小昆虫が多数粘着しているのを見て、この部分も捕虫器として働いてはいないかとの（曖昧な）推測を記している。学術的な研究は全くない由であるが、もし消化吸収が行われているのであれば、他に例のない「二刀流の食虫植物」になる、との希望的観測まで書いてある。

## 種と分布
2011年の時点で本属には32種が知られている。その分布域は熱帯アメリカから南アメリカと、それに熱帯アフリカにあり、1種がマダガスカル島から知られる。多くの種が特定地域の固有種として狭い分布域を持つ。南アメリカ地域には13種があり、その多様性の中心はブラジル中部からギアナに渡る高地にあり、広域分布する1種(G. filiformis)がメキシコからブラジル北部、ウルグアイ、キューバ、ベリーズ、グアテマラ、メキシコ南部まで分布する。アフリカでは11種が東アフリカ、西アフリカの熱帯域にあり、その多様性の中心はザンビアからアンゴラ国境域、ジンバブエ、コンゴ共和国、モザンビークにある。それに熱帯アメリカと平行するように広域分布する1種(G. stapfii)がアフリカで一番広い分布域を持つ。

## 生育環境
Fleischmann(2011)は本属のものの生育環境として、少なくともある季節に水浸しとなり、貧栄養で、栄養分の少ない土壌が裸出し、他の植物にあまり覆われていない場所、という条件を挙げている。また、これは多くの食虫植物にも共通する生育環境である。またTaylor(1991）は本属のものの生育環境がタヌキモ属の陸生種（ミミカキグサのようなもの）と共通し、しばしば共存していることを指摘し、両者に共通する性質として、地中で捕虫を行うこと、そのためには地下の捕虫部分に自由な水が存在することが必要である点を指摘している。

## 繁殖
上記のように匍匐茎を伸ばす1種を除いて、無性的増殖は行われず、繁殖と分散は種子によるものと考えられる。ただし栽培下では葉挿しによる増殖も可能である。

## 分類
タヌキモ属、ムシトリスミレ属と共にタヌキモ科を構成する。特にタヌキモ属と近縁であるとされ、分子系統の情報からも本属とこの属が姉妹群であるとの結果が出ている。
2011年の段階では32種が知られ、2亜属と、それに1亜属が3節に分けられている。それらはそれぞれまとまった分布域に含まれる。
- Genlisea：ゲンリセア属
  - Subgen. Tayloria
    - G. exhibitionisea：ブラジル
    - G. flexuosa：ブラジル
    - G. lobata：ブラジル
    - G. metallica：ブラジル
    - G. nebulicola：ブラジル
    - G. oligophylla：ブラジル
    - G. uncinata：ブラジル
    - G. violacea：ブラジル

  - subgen. Genlisea
    - sect. Africana
      - G. africana：アンゴラ・ザンビア
      - G. angoensis：アンゴラ・コンゴ
      - G. barthlottii：ギニア・シェラレオネ
      - G. hispidula：コンゴ・ケニア・タンザニア・ザンビア・ジンバブエ・マラウイ・モザンビーク・アンゴラ・南アフリカ
      - G. stapfii：セネガル・マリ・ギニア・シエラレオネ・リベリア・象牙海岸・ブルキナファソ・カメルーン・中央アフリカ共和国・ガボン・コンゴ
      - G. subglabra：ザンビア・コンゴ・ブルンジ・マラウイ
      - G. taylorii：アンゴラ

    - sect. Recurvatae
      - G. glandulossisima：ザンビア・タンザニア
      - G. margaretae：ザンビア・タンザニア
      - G. pallida：ザンビア・アンゴラ

    - sect. Genlisea
      - G. aurea：ブラジル
      - G. filiformis：ブラジル・ベネズエラ・ギアナ・コロンビア・ボリビア・キューバ・ベリーズ・ホンジュラス・ニカラグア・メキシコ
      - G. glabra：ベネズエラ
      - G. guianensis：ベネズエラ・ギアナ・ブラジル・ボリビア
      - G. minor：ブラジル
      - G. nigrocaulis：ブラジル・ベネズエラ・ギアナ
      - G. oxycentron：トリニダード・トバゴ・ブラジル・ベネズエラ
      - G. pulchella：ギアナ・ベネズエラ・ブラジル
      - G. pygmaea：ブラジル・ベネズエラ
      - G. repens：ブラジル・ベネズエラ・ギアナ・スリナム・パラグアイ
      - G. roraimensis：ベネズエラ・ブラジル・ギアナ
      - G. sanariapoana：ベネズエラ・コロンビア

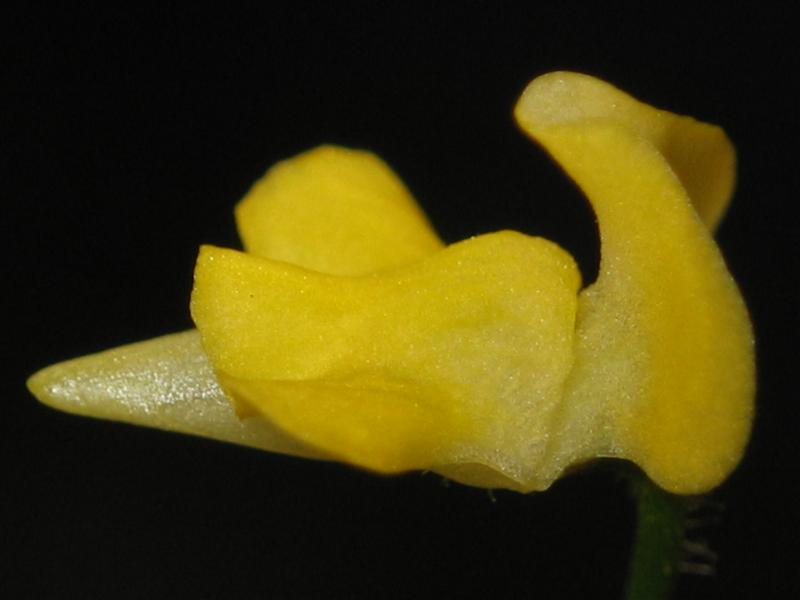
G. pygmaea
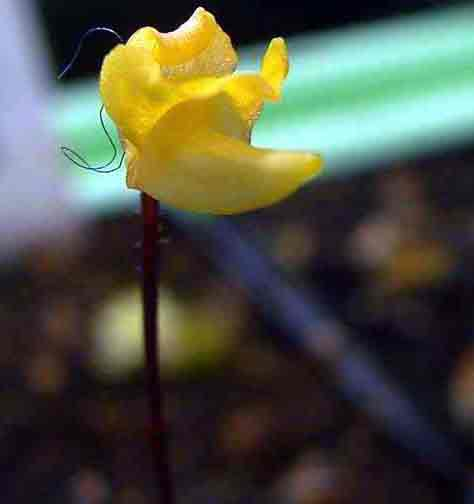
G. repens
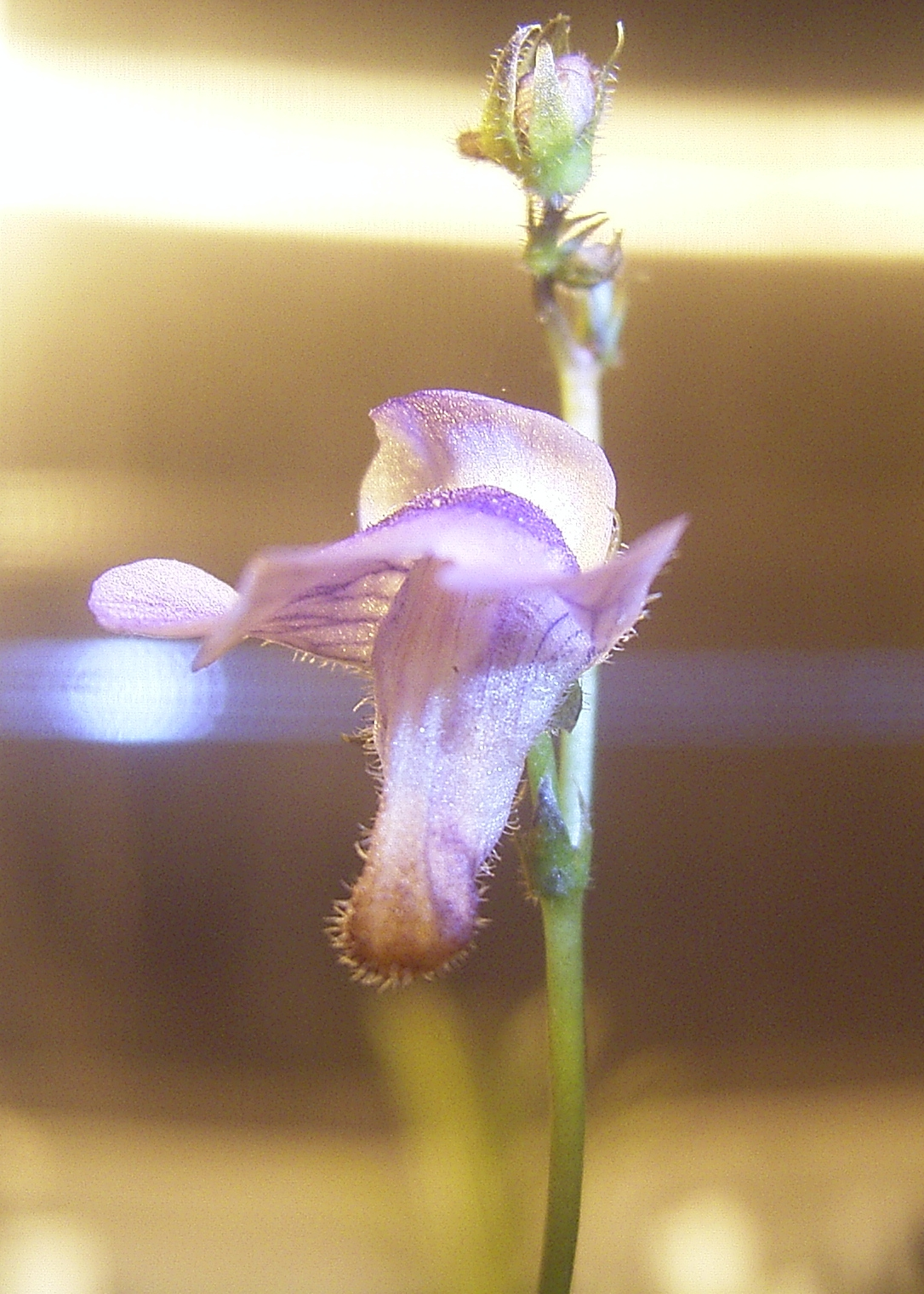
G. subglabra

## 利用
食虫植物であることから観賞用に栽培されることがある。ただし本属のその面での利用は遅い。食虫植物はその珍奇さからヨーロッパの栽培家の注目を受け、ウツボカズラ属などは18世紀から栽培が始まり、19世紀半ばには交配品種の作出も行われている。だが、本属の種が栽培されたのは19世紀末からである。
日本にも本属は長らく持ち込まれてこなかった。例えば近藤・近藤(1972)には本属について記述はあり、その捕虫法についても説明されているが、入手法の項では日本では「導入栽培された記録がなく、栽培の全く未知な属」とあるうえで、推定として「採集や輸送の大変むずかしい場所に自生しているため」だろうとしてある。
しかし2010年の書では本属の9種を写真入りで解説してある。もっとも入手状況として「最近ようやく海外の業者からいくつかの種が輸入出来るようになり」「国内でも普及の兆し」とあるので、ほとんど普及はしていない様子である。栽培はタヌキモ属の陸生種に倣う。ちなみに培養土がミズゴケの場合、植え替え時に地下部が繊維に絡んで、下手をすると捕虫器が全部ちぎれるので、植えるならピートモスがよいとのこと。